# Misha Zilberman
Misha Zilberman (hebräisch מישה זילברמן; russisch Михаил Михайлович Зильберман / Michail Michailowitsch Silberman; * 30. Januar 1989 in Moskau, Sowjetunion) ist ein israelischer Badmintonspieler sowjetischer Herkunft. Svetlana Zilberman und Michael Zilberman, beides ebenfalls erfolgreiche Badmintonspieler, sind seine Eltern.

## Herkunft
Misha Zilberman wurde in Moskau geboren. Er ist das einzige Kind seiner Eltern, die als Profisportler ihm die Liebe zum Sport nahebrachten. Sein Vater Michail Silberman (* 1945) war zunächst als Turner  Mitglied der sowjetischen Turnnationalmannschaft. Nach einer Verletzung musste er den Sport aufgeben und wurde Assistenz-Trainer der sowjetischen Badminton-Nationalmannschaft. So lernte er Mischas Mutter Swetlana Beljassowa aus Mahiljou (Belarus) kennen, wurde ihr Trainer und heiratete sie später. Unter seiner Anleitung wurde sie 1986 Badminton-Europameisterin für die Sowjetunion. 1991 wanderte die Familie nach Israel aus, wo sie als Aktive und Trainer weiterhin im Badminton aktiv blieben.

## Karriere
Misha Zilberman war von frühester Kindheit an beim Training seiner Mutter anwesend und begann selber mit dem Spielen. Im Alter von 12 Jahren begann unter Anleitung seiner Eltern mit dem Training und nahm seit 2003 an Jugendturnieren teil. 2005 wurde er erstmals israelischer Meister im Mixed. 2006, 2007, 2011 und 2012 gewann er diesen Titel erneut, wobei er alle fünf Mal mit seiner Mutter Svetlana Zilberman startete. 2006 wurde er erstmals israelischer Titelträger im Herreneinzel. Misha Zilberman nahm an den Badminton-Weltmeisterschaften 2009, 2010 und 2011 teil.

## Sportliche Erfolge
| Saison | Veranstaltung                 | Disziplin    | Platz | Name                                 |
| ------ | ----------------------------- | ------------ | ----- | ------------------------------------ |
| 2005   | Israel: Einzelmeisterschaften | Mixed        | 1     | Misha Zilberman / Svetlana Zilberman |
| 2006   | Israel: Einzelmeisterschaften | Herreneinzel | 1     | Misha Zilberman                      |
| 2006   | Israel: Einzelmeisterschaften | Mixed        | 1     | Misha Zilberman / Svetlana Zilberman |
| 2007   | Israel: Einzelmeisterschaften | Mixed        | 1     | Misha Zilberman / Svetlana Zilberman |
| 2011   | Israel: Einzelmeisterschaften | Herreneinzel | 1     | Misha Zilberman                      |
| 2011   | Israel: Einzelmeisterschaften | Mixed        | 1     | Misha Zilberman / Svetlana Zilberman |
| 2012   | Israel: Einzelmeisterschaften | Herreneinzel | 1     | Misha Zilberman                      |
| 2012   | Israel: Einzelmeisterschaften | Mixed        | 1     | Misha Zilberman / Svetlana Zilberman |
| 2013   | Makkabiade                    | Herreneinzel | 1     | Misha Zilberman                      |
| 2013   | Makkabiade                    | Mixed        | 1     | Misha Zilberman / Svetlana Zilberman |
| 2014   | Ethiopia International        | Herreneinzel | 1     | Misha Zilberman                      |
| 2019   | Brazil International          | Herreneinzel | 1     | Misha Zilberman                      |
| 2024   | Peru International Series     | Herreneinzel | 1     | Misha Zilberman                      |
| 2024   | Suriname International        | Herreneinzel | 1     | Misha Zilberman                      |